# 茶菱
茶菱（学名：Trapella sinensis）是脂麻科的水生草本植物，具二型葉。最早由韓爾禮採集，送至邱園由丹尼爾·奧利弗發表新種暨新屬茶菱屬 （Trapella）。分布於中國、日本、韓國、俄羅斯等地。其种加词“sinensis”意为“中华的”。

## 分類
茶菱目前被置於脂麻科。本種植物可能是單型種，亦即茶菱屬內的唯一種。
本種是由韓爾禮被派駐宜昌海關時採集，送到邱園。稍後丹尼爾·奧利弗於1887年，根據韓爾禮第1671號標本發表，此份標本即本種之模式標本。

## 形態
茶菱，據丹尼爾·奧利弗1887年發表新種時的註文稱：「這是最近在中國採到最讓人覺得有趣的植物。....我暫時將之歸於胡麻類（Pedalineae），但極可能它自成一自然群（distinct Natural Order）。」其形態概如下列描述：
- 根莖水平生長。莖綠色，纖細，長可達60厘米。
- 葉對生，近軸面無毛，遠軸面淡紫紅色。葉柄長1.5-3厘米；挺水葉寬約3厘米，末端鈍至尖；沈水葉長3-5厘米，寬約5毫米。
- 花柄長1-3厘米，開花時會伸長。
  - 宿存的萼齒約2毫米。
  - 花冠為淡紅色， 1–3 × 2–3.5 厘米，花瓣圓形。
  - 花絲約1厘米，花藥二室。
- 果實具三枚鈎刺狀的附屬物，長可達7厘米，以及二枚尖刺，長0.3-2厘米。

花期六月。
染色體數目 2n=50。

## 分布
本種主要分布於中國、日本、韓國、俄羅斯等遠東地區。
在中國，生長於黑龍江、吉林、遼寧、河北、湖北、湖南、江蘇、江西、安徽、福建、廣西等地，海拔300米以下的湖泊、池塘。